# Honda Tadakatsu
En aquest nom japonès, el cognom és Honda.
Honda Tadakatsu (1548 - 3 de desembre del 1610), també anomenat Honda Heihachirō, fou un general japonès i més tard dàimio durant finals del període Sengoku i a inicis del període Edo de la història del Japó, sota les ordres de Tokugawa Ieyasu.

## Biografia
Nadiu de la província de Mikawa al Japó, va ser servent de Tokugawa Ieyasu el qual el va promoure de ser dàimio d'Otaki (un hande 100.000 koku) al han de Kuwana (de 150.000 koku) com a recompensa pels seus serveis en la batalla de Sekigahara. A més, seu fill Honda Tadamoto es va convertir en dàimio d'Otaki. El 1609, ja retirat, el seu altre fill Honda Tadamasa va quedar a càrrec de Kuwana. El seu net, Honda Tadatoki va contraure núpcies amb la neta d'Ieyasu, Senshime. Malgrat els seus anys de lleial servei, Tadakatsu va ser separat de qualsevol lloc públic del shogunat Tokugawa en la seva evolució d'institució militar a civil pacífica, sort que va ser compartida amb molts altres guerrers de la seva època, els quals no van poder adaptar-se als nous canvis socials que va patir Japó durant el relativament pacífic shogunat Tokugawa.